# Frailty
Frailty är en amerikansk-tysk-italiensk psykologisk thriller från 2001 i regi av Bill Paxton, med Bill Paxton, Matthew McConaughey, Powers Boothe och Matt O'Leary i rollerna.

## Handling
En regnig natt kliver en man in på ett FBI-kontor i Dallas och introducerar sig själv som Fenton Meiks. Han vill tala med FBI-agenten Wesley Doyle om att hans bror Adam är den beryktade "God's Hand"-seriemördaren och har tidigare under dagen begått självmord. Fenton säger att han har begravt Adams kropp på Thurman Rose Garden, enligt en pakt bröderna gjorde som barn för många år sedan. Doyle är skeptisk, och genom en tillbakablick berättar Fenton om sin barndom och det märkliga förhållandet mellan honom, hans bror Adam och deras far, som tror att han har fått i order av Gud att döda demoner.

## Rollista
| Bill Paxton             | – Pappa Meiks              |
| Matthew McConaughey     | – Fenton Meiks             |
| Powers Boothe           | – FBI-agenten Wesley Doyle |
| Matt O'Leary            | – Unge Fenton              |
| Jeremy Sumpter          | – Unge Adam                |
| Luke Askew              | – Sheriff Smalls           |
| Levi Kreis              | – Fenton Meiks             |
| Derk Cheetwood          | – Agent Griffin Hull       |
| Melissa Lahlitah Crider | – Becky Meiks              |
| Alan Davidson           | – Brad White               |
| Cynthia Ettinger        | – Cynthia Harbridge        |
| Vincent Chase           | – Edward March             |
| Gwen McGee              | – Operator                 |
| Edmond Scott Ratliff    | – Ängeln                   |
| Rebecca Tilney          | – Lärare                   |